# Мичков, Дмитрий Вячеславович
Дми́трий Вячесла́вович Мичко́в (род. 22 февраля 1980, Климовск, Московская область) — российский футболист, полузащитник, тренер.

## Клубная карьера
Парень играл, как Зидан, везде успевал — защищаться, пасы раздавать, забивать… Каждый день мотался на электричках из своего Подольска на Автозаводскую, характер закалял с детства.Сергей Игнашевич о Дмитрие Мичкове

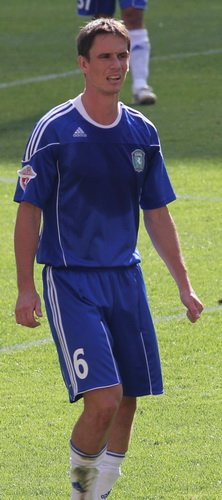
Мичков в «Томи»

В декабре 1998 года с подачи старшего доцента кафедры футбола ГЦОЛИФК Руперто Сагасти съездил в Испанию, где 4 дня тренировался с молодёжной командой мадридского «Реала». В конце того же года получил от вице-президента московского «Спартака» Григория Есауленко предложение заключить контракт, но предпочёл просмотр во французских клубах «Нант» и «Бордо». В первом клубе Мичков произвёл благоприятное впечатление, но из-за смены собственника и связанной с этим аудиторской проверкой решение о заключении контракта было отложено на полгода. В феврале 1999 года агент Мичкова Константин Сарсания договорился об участии своего подопечного в тренировках лондонского «Арсенала». По сведениям газеты «Спорт-Экспресс», была достигнута договорённость о приобретении прав на футболиста с возможной передачей в аренду французскому «Нанту» или в один из клубов Бельгии. Так как период дозаявок во французском чемпионате был завершён, Дмитрий перешёл в бельгийский «Харельбеке». Сам Мичков позднее отрицал возможность заключения контракта с «Арсеналом».
После смены тренера «Харельбеке» Мичков перестал попадать в основной состав и вернулся в Россию, подписав контракт с воронежским «Факелом». Проведя в Воронеже 3,5 месяца, по окончании сезона он перешёл в швейцарский «Серветт».
В марте 2003 года на правах аренды перешёл в казанский «Рубин». После первого матча на тренировке получил тяжёлую травму, от которой восстановился только осенью. Перед сезоном 2004 года клуб выкупил контракт у «Серветта», однако первую половину сезона Мичков провёл в дубле, изредка появляясь в запасе в матчах Премьер-лиги. В июле 2004 года был отдан в аренду хабаровскому «СКА-Энергия» до конца года.
В начале 2005 года руководство «Рубина» искало Мичкову новый клуб, однако из-за неявки на сбор его не стали вносить в заявку, и Мичков до периода летних дозаявок остался вне соревнований. Летом оказался в подольском «Витязе», в составе которого завоевал малые бронзовые медали за третье место в центральной зоне второй лиги. Оттуда перешёл в «Спартак» из Нальчика. После сезона в Кабардино-Балкарии подписал контракт с «Томью».
После сезона 2008 года получил приглашение в «Рубин», однако по неназванным причинам соглашение подписано не было. В начале января официальный сайт «Томи» сообщил о подписании нового контракта на 2 года.
31 декабря 2010 года на правах свободного агента перешёл в ФК «Краснодар». Не проведя ни одного матча за основной состав и сыграв 9 матчей за молодёжную команду клуба, расторг контракт по обоюдному согласию и перешёл в ярославский «Шинник». В сентябре 2012 года на правах свободного агента перешёл в команду второго дивизиона «Витязь» (Подольск). Проведя за подольскую команду всего две игры в январе 2013 года, вернулся в Ярославль. В июле 2013 года перешёл в клуб второго дивизиона «Факел» (Воронеж).

### Достижения
- Бронзовый призёр чемпионата России 2003.

### Клубная статистика
| Сезон     | Клуб            | Чемпионат              | Чемпионат | Кубок | Еврокубки  | Еврокубки |
| --------- | --------------- | ---------------------- | --------- | ----- | ---------- | --------- |
| 1997      | Спортакадемклуб | 3 лига, 3 зона         | 24 (1)    |       | -          | -         |
| 1998      | — // —          | Второй дивизион, Запад | 17 (8)    |       | -          | -         |
| 1998/1999 | Харельбеке      | Первый дивизион        | 5 (2)     |       | -          | -         |
| 1999/2000 | — // —          | Первый дивизион        | 17 (2)    |       | -          | -         |
| 2000/2001 | — // —          | Первый дивизион        | 3 (0)     |       | -          | -         |
| 2001      | Факел           | Высший дивизион        | 8 (0)     |       | -          | -         |
| 2001/2002 | Серветт         | Суперлига              | 11 (1)    |       | -          | -         |
| 2002/2003 | — // —          | Суперлига              | 12 (1)    |       | Кубок УЕФА | 3 (0)     |
| 2003      | Рубин           | РФПЛ                   | 5 (0)     |       | -          | -         |
| 2004      | — // —          | РФПЛ                   | 0 (0)     |       | -          | -         |
| 2004      | СКА-Энергия     | Первый дивизион        | 18 (2)    |       | -          | -         |
| 2005      | Витязь          | Второй дивизион. Центр | 12 (1)    |       | -          | -         |
| 2006      | Спартак-Нальчик | РФПЛ                   | 28 (0)    | 1 (0) | -          | -         |
| 2007      | Томь            | РФПЛ                   | 28 (3)    | 4 (0) | -          | -         |
| 2008      | — // —          | РФПЛ                   | 14 (2)    | 0 (0) | -          | -         |
| 2009      | — // —          | РФПЛ                   | 29 (1)    | 1 (1) | -          | -         |
| 2010      | — // —          | РФПЛ                   | 30 (1)    | 1 (0) | -          | -         |
| 2011/2012 | «Краснодар»     | РФПЛ                   | -         | -     | -          | -         |
| 2011/2012 | «Шинник»        | ФНЛ                    | 24 (0)    | 0 (0) | -          | -         |
| 2012/2013 | «Витязь»        | ПФЛ. Центр             | 2 (0)     | 0 (0) | -          | -         |
| 2012/2013 | «Шинник»        | ФНЛ                    | 8 (0)     | 0 (0) | -          | -         |
| 2013/2014 | «Факел»         | ПФЛ. Центр             | 16 (0)    | 0 (0) | -          | -         |

## Карьера в сборной

### Молодёжная
| Дата            | Турнир | Матч                | Матч | Матч     | Статистика            |
| --------------- | ------ | ------------------- | ---- | -------- | --------------------- |
| 26 апреля 2000  |        | Аустрия (Зальцбург) | 1:1  | Россия   | 90 минут              |
| 31 мая 2000     | ТМ     | Россия              | 1:3  | Словакия | Заменён на 46'        |
| 3 июня 2000     | ТМ     | Швеция              | 1:0  | Россия   | Вышел на 79'          |
| 16 августа 2000 | ТМ     | Россия              | 1:1  | Франция  | Заменён на 46', (1:0) |
| 1 сентября 2000 | ОЧЕ    | Швейцария           | 3:1  | Россия   | Заменён на 19'        |
| 7 октября 2000  |        | Россия (до 21)      | 3:0  | Динамо-д | Вышел на 46'          |
| 27 февраля 2001 | ТМ     | Греция              | 2:0  | Россия   | Заменён на 58'        |